# Malteški križ (mehanizam)
Malteški križ je posebni mehanizam, vrsta mehaničkog prekidača, koji omogućuje da se kružno gibanje pogonskog dijela pretvara u koračno (isprekidano) gibanje gonjenog dijela. Malteški križevi imaju mnogobrojne izvedbe koje se međusobno razlikuju po obliku pogonskog i gonjenoga dijela. Uglavnom je pogonski dio poluga sa zatikom, a ponekad ima i mjesečasto izrezanu kružnu izbočinu. Zatik ulazi u utore, a mjesečasta izbočina klizi po zakrivljenim udubinama na gonjenome dijelu. Broj utora na gonjenome dijelu ovisi o potrebnome broju koraka u jednome ciklusu gibanja. U većini slučajeva gonjeni dio ima vanjske poprječne utore koji su na dnu zaobljeni. Kutna brzina gonjenoga dijela mijenja se od 0 do najveće, a ovisi o trenutačnome položaju zatika u utoru. Najveća je kutna brzina kada zatik dodiruje dno utora gonjenog člana, a 0 je kada zatik izađe iz utora. Gonjeni dio može imati i drukčije izvedbe utora, na primjer cikloidne utore. Utori mogu biti na vanjskom obodu ili unutar provrta u gonjenome dijelu.

## Kinoprojektor
Mehanički dijelovi projektora, hvataljka ili danas malteški križ uz rotirajući zaslon (sektor), omogućuju da gledatelj pri projekciji doživi učinak prividna kretanja i stalne osvijetljenosti ekrana (postojanost ili perzistencija vida). Projekcija se radi jasnoće slike održava uz odgovarajuće zamračenje, najčešće u specijaliziranim kino dvoranama (kinematografima), ali i, osobito prije širenja filma, u dvoranama prilagođenima za projekciju. Noću se projekcije mogu održavati i u otvorenim prostorima. Film se u kinematografima projicira iz posebne prostorije, projekcijske kabine, a osoba koja izvodi projekciju naziva se kinooperater. Pri projekciji je nužno osigurati oštru i dostatno svijetlu sliku, film prikazivati u odgovarajućem formatu, omjeru snimljene slike, i uz odgovarajuću zvučnu reprodukciju.